# 동복향교
동복향교(同福鄕校)는 대한민국 전라남도 화순군 동복면에 있는 향교이다. 1985년 2월 25일 전라남도의 문화재자료 제125호로 지정되었다.

## 개요
향교는 공자와 여러 성현께 제사를 지내고 지방민의 교육과 교화를 위해 나라에서 세운 교육기관이다.
동복향교는 조선 세종 27년(1475)에 지금 있는 자리에 처음 지었다. 그 뒤 화재로 인하여 폐교되고 여러 번 자리를 옮기는 등 수난을 겪으면서도 맥을 이어오다가 한국전쟁으로 불타 없어진 것을 1959년 대성전만 다시 세워 오늘에 이르고 있다.
중국과 한국 성현의 위패를 모시고 제사를 지내는 대성전은 돌담으로 둘러진 약 150평의 대지 중앙에 자리잡고 있다. 앞면 3칸·옆면 3칸의 규모이며, 지붕은 옆면에서 볼 때 사람 인(人)자 모양인 맞배지붕으로 꾸몄다.
조선시대에는 나라에서 토지와 노비·책 등을 지원받아 학생을 가르쳤으나, 지금은 교육 기능은 없어지고 제사 기능만 남아 있다.

## 참고 자료
- 동복향교 - 국가유산청 국가유산포털